# リギ山
リギ山（リギさん、Rigi）は、フィアワルトシュテッテ湖（ルツェルン湖）、ツーク湖、ラウエルツ湖に囲まれた中央スイス地方の山塊。最も高い山は、リギ・クルム Rigi Kulm で、標高約1797ｍ。スイス中央部のルツェルン州とシュヴィーツ州にまたがっている。ラテン語で “Regina Montium（山の女王）”と呼ばれたことがその名の由来になっている。

## 概要

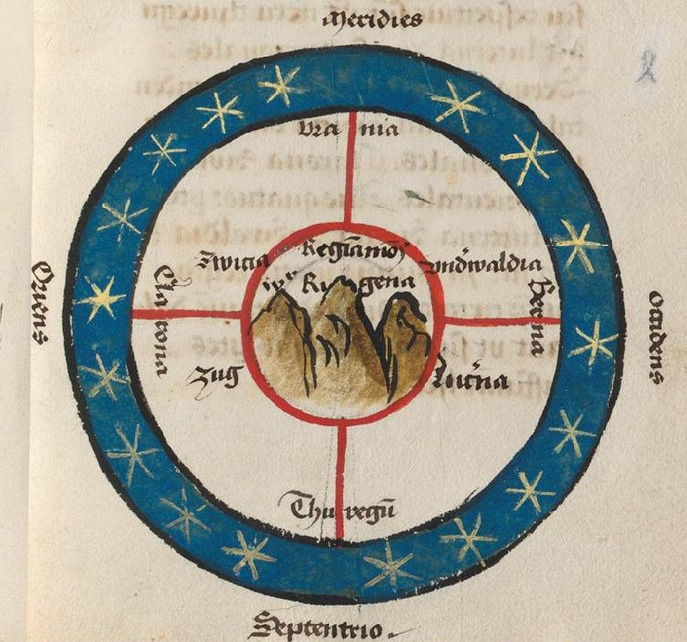
旧スイス連邦の中心に描かれたリギ山（アルブレヒト・フォン・ボンシュテッテン作、1479年）

リギ山は大きく西北、中央、東南の3つの山塊に分けられる。
西北の山塊には最高峰のリギ・クルム峰があり、ロートシュトック峰、リギ・シュタッフェルホーエ峰が連なる。
中央の山塊は西北と繋がっているが、リギ・シャイデック峰やドッセ峰が連なり、ルツェルン州のフィッツナウとシュヴィーツ州のゲアザウに挟まれたフィッツナウアーシュトック峰（別名ゲアザウアーシュトック峰）も並んでいる。
東南の山塊は、リギ・ホッホフルー峰を最高峰に、ゴッテアリ峰などが連なる長い尾根が伸びて、シュヴィーツ市のゼーヴェンまで至っている。
専門的には、リギ山はアルプスに属するのではなく、スイス高原の一部分である。アルプスに特徴的なビュンドナー片岩やフリッシュとは対照的に、モラッセやその他の礫岩から構成されている。
リギ山はいくつもの町に囲まれている。シュヴィーツ州シュヴィーツ郡シュヴィーツ市ゼーヴェンから時計回りに、インゲンボール市ブルンネン、ゲアザウ郡ゲアザウ、ルツェルン州ルツェルン郡フィッツナウ、ヴェッギス、グレッペン、シュヴィーツ州キュスナハト郡キュスナハト、インメンゼー、シュヴィーツ郡アルト市アルト、オーバーアルト、ゴールダウ、シュヴィーツ郡ラウエルツである。
| 峰の名 | 標高     | 所在地                         |
| --- | -------- | ------------------------------ |
| リギ・クルム（Rigi Kulm）                                                                                        | 1,797.5m | シュヴィーツ州                 |
| ロートシュトック（Rotstock）                                                                                     | 1,658m   | ルツェルン州・シュヴィーツ州境 |
| ドッセ（Dosse）                                                                                                  | 1,684m   | ルツェルン州・シュヴィーツ州境 |
| シャイデック（Scheidegg）                                                                                        | 1,658m   | シュヴィーツ州                 |
| フィッツナウアーシュトック（Vitznauerstock ルツェルン州） ゲアザウアーシュトック（Gersauerstock シュヴィーツ州） | 1,452m   | ルツェルン州・シュヴィーツ州境 |
| リギ・ホッホフルー（Rigi Hochflue）                                                                              | 1,698m   | シュヴィーツ州                 |

### リギ・クルム峰

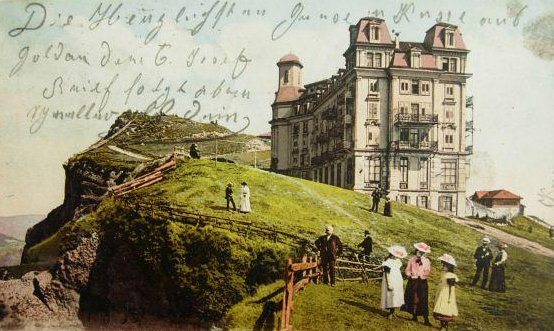
1906年のリギ山からの絵葉書。リギクルムホテルも描かれている。

リギ・クルム峰（独: Rigi Kulm）はリギ山の最高峰で、標高1,797.5 m または 5,897 ft。眺望はフランスやドイツまで視界に入り、北にチューリッヒ州とエーゲリ湖、ラウエルツ湖、ツーク湖を望み、北東に湖の点々とするスイス平原とシュヴァルツヴァルトおよびヴォージュ山脈を望み、南に雪をかぶったアルプス山脈を望む。
山頂付近にあるリギ・クルム・ホテルは1816年8月6日開業で、スイス国内最初の山岳ホテルであり、2016年に開業200年を記念した。レストランを併設している。
山頂付近までラック式鉄道のリギ鉄道が走っており、リギ・クルム駅がある。フィッツナウ・リギ線とアルト・リギ線が乗り入れている。少し下った隣駅のリギ・シュタッフェル駅で両線が合流しており、駅からの眺望もすばらしい。リギ・シュタッフェルを挟んで反対側に、ロートシュトック峰がある。
- リギクルムホテルのウェブサイト
- リギ山公式ページ内リギ・クルム

### ロートシュトック峰
ロートシュトック峰（独: Rotstock）は、標高1,658 m または 5,440 ftで、リギ・クルム峰からきれいに見下ろすことができる。リギ・シュタッフェルから歩いてロートシュトック・ベンクリに上がると、ルツェルン湖やスイスアルプスを見渡すことができる。ルツェルン州とシュヴィーツ州の州境となっている。
少し下りた西側にリギ鉄道フィッツナウ・リギ線のリギ・シュタッフェルホーエ駅があり、そこから峰の南側にさらに下ると、リギ・カルトバートのリゾートがある。
- リギ山公式ページ内ロートシュトック

### リギ・シャイデック峰

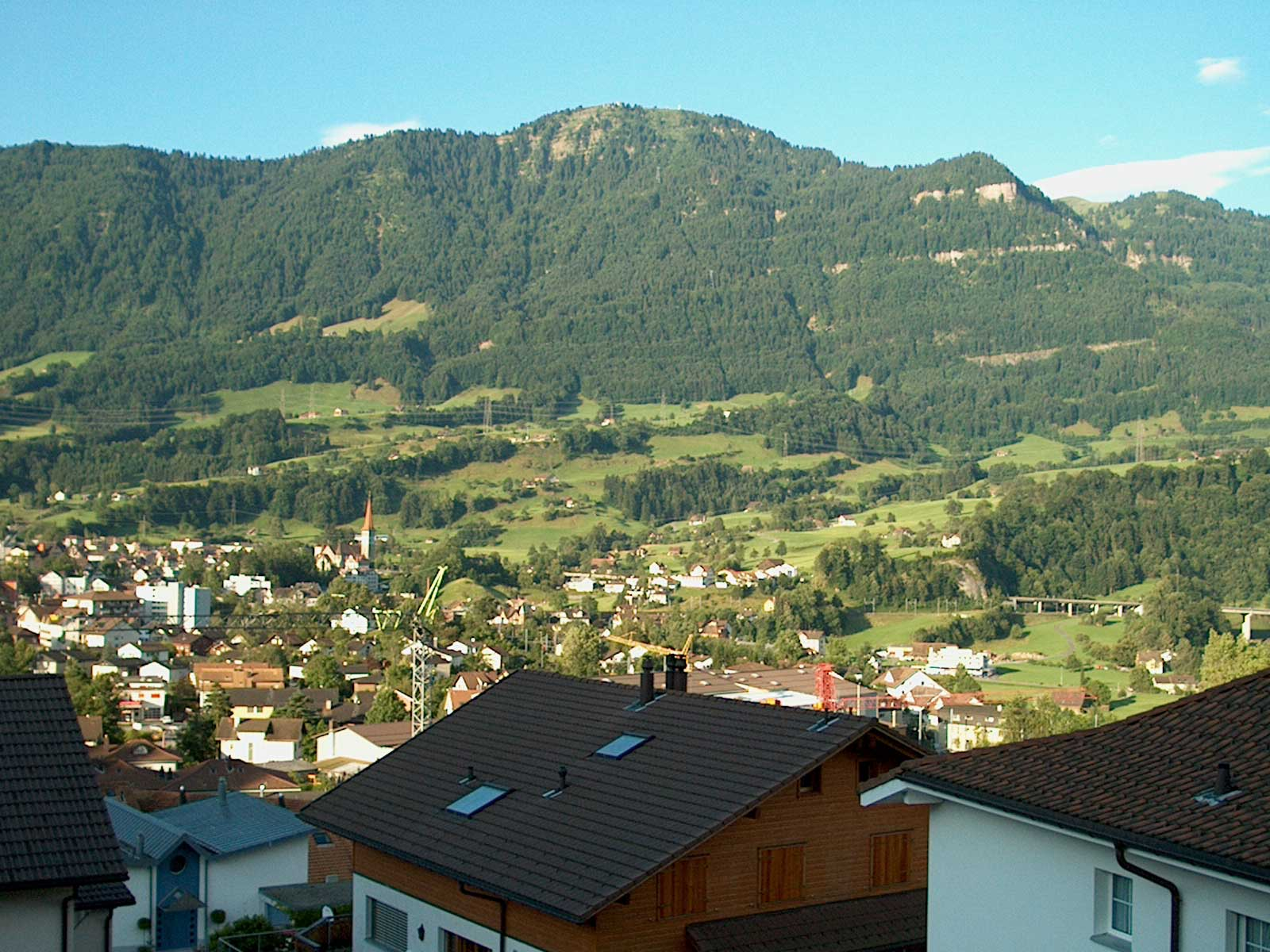
ゴールダウから見たシャイデック。

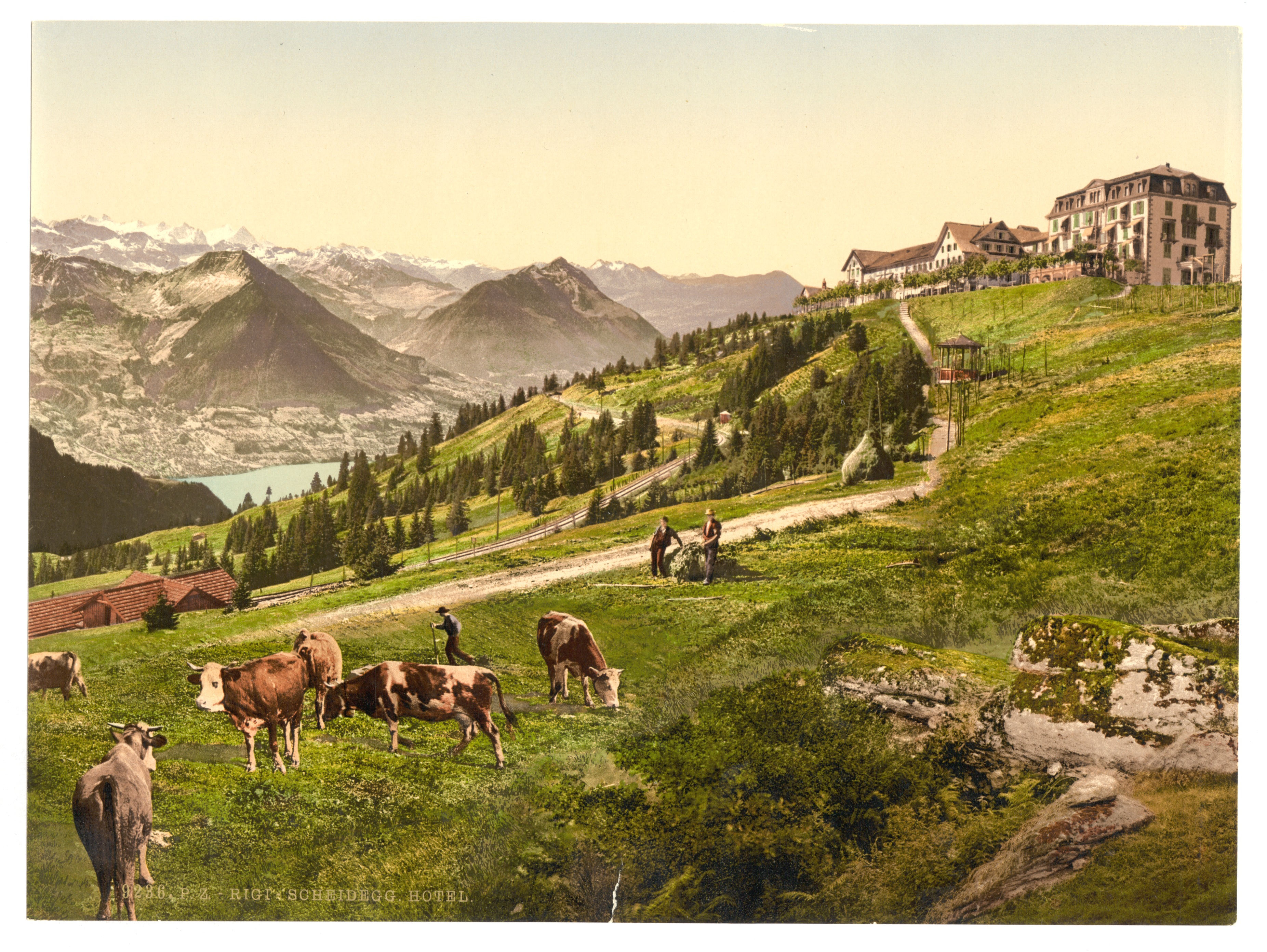
1890年代のシャイデック。山頂ホテルが見える。

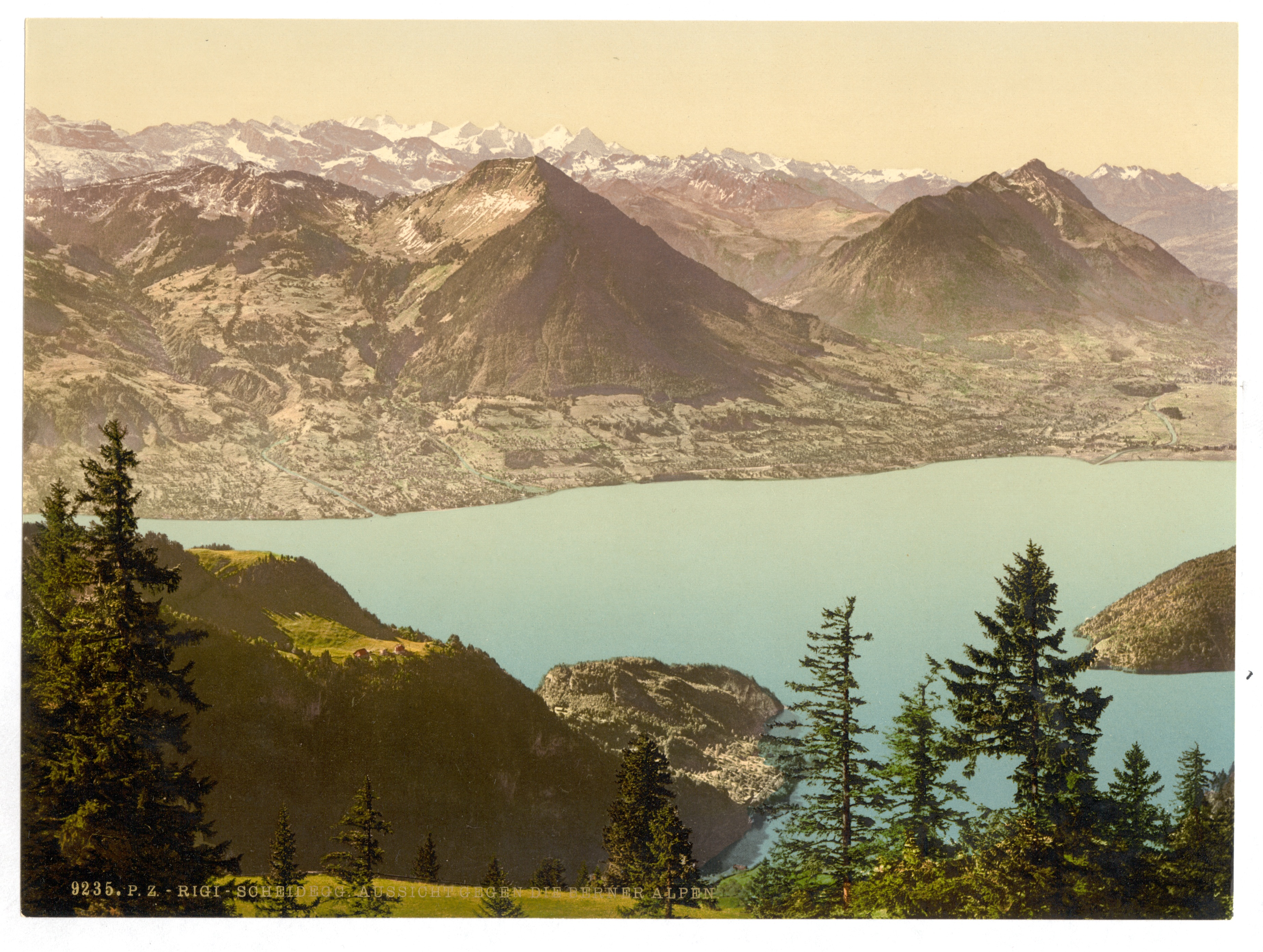
1890年代のシャイデックからの景色。オーバーラント・アルプス方向。

シャイデック峰（独: Scheidegg）は、標高1,658 m または 5,440 ft。北側にシュヴィーツ州のゴールダウを見渡すことができ、南側にはゲアザウとルツェルン湖を望むことができる。東に約160mのところに、リギ鉄道ケーブルカーのリギ・シャイデック駅がある。
山頂には2つのケーブルカーが向かっている。一つはリギ鉄道のクレーベル・リギシャイデック線（Luftseilbahn Kräbel–Rigi Scheidegg、LKRS）であり、北側の斜面でリギ鉄道アルト・リギ線（ARB）のクレーベル駅との間を結んでいる。もう一つはオーバークシュヴェント・リギブルクガイスト線（Luftseilbahn Obergschwend–Rigi Burggeist、LORB）であり、南側の斜面で山麓のゲアザウ市のオーバークシュヴェント駅との間を結んでいる。かつてリギ・カルトバートとシャイデックを結んでいたリギ・カルトバート・シャイデック鉄道の線路跡を歩くこともでき、カルトバートやリギ・クレシュテアリまで東西に山腹を見ながら歩くことができる。
シャイデックの山頂は、かつて1830年に建てられた大きなホテルがあった。第一次世界大戦により観光客が減り、観光の形態も宿泊旅行から日帰り旅行に変化したため、ホテルは休業し、最終的に第二次世界大戦中の1943年か1944年に廃業した。
- ウィキメディア・コモンズには、Scheideggに関するカテゴリがあります。
- Hikr 内のリギ・シャイデックのページ

### ドッセ峰
ドッセ峰（独: Dosse）は、標高1,684 m (5,525 ft)。シュヴィーツ州とルツェルン州の州境にあり、ルツェルン州に入っているリギ山の峰の中では最高峰である。峰からはフィッツナウの町とルツェルン湖が見渡せる。200m北西には標高が1,669 m (5,476 ft)とわずかに低いクリ・ドッセ峰（Chli Dosse）がある。
- Hikr 内のリギ・ドッセのページ

### フィッツナウアーシュトック峰／ゲアザウアーシュトック峰
フィッツナウアーシュトック峰（独: Vitznauerstock）あるいはゲアザウアーシュトック峰（独: Gersauerstock）は、ルツェルン州とシュヴィーツ州の州境が通っており、ルツェルン州のフィッツナウとシュヴィーツ州のゲアザウの間に聳える。フィッツナウ側から見た名称がフィッツナウアーシュトックであり、ゲアザウ側から見た名称がゲアザウアーシュトックである。標高1,452mで、フィッツナウからはフィッツナウ・ヒンターベルゲン線ケーブルカー（Luftseilbahn Vitznau-Hinterbergen）に乗れば峰の北側のヒンターベルゲンに到着して登山道フェルミーゼックを歩くことができ、ヴィッシフルーロープウェイ（Seilbahn Wissifluh）に乗れば峰の西側のヴィッシフルーに到着してウルミ通りを歩くことができる。
- リギ山公式ページ内フィッツナウアー・ゲアザウアーシュトック

### リギ・ホッホフルー峰

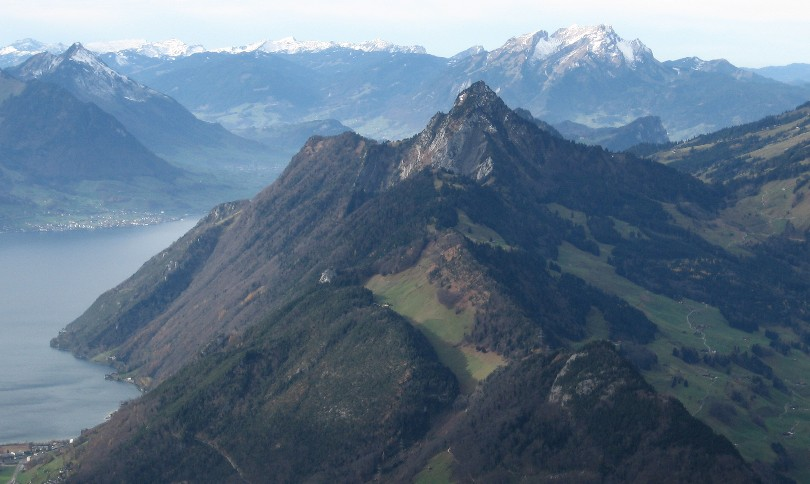
ホッホフルー峰とルツェルン湖

リギ・ホッホフルー（独: Rigi Hochflue）は、ウルミベルク山脈の西の山頂で、南にルツェルン湖、北にラウエルツ湖を見渡すことができる。標高1,698メートル (5,571 ft)で、シュヴィーツ州に属する。
- Hikr 内のリギ・ホッホフルーのページ

### ゴッテアトリ峰
ゴッテアトリ峰（独: Gottertli）は、ウルミベルクの中心的存在であり、標高1,395 m (4,577 ft)。ブルンネンの町を見下ろし、各州やアルプス渓谷を見渡すことができる。フロンアルプシュトック山、ミューテン山、ウーリ湖などを見ることができる。ブルンネンからケーブルカーでティンペル駅まで上がり、そこから歩いてゴッテアトリに登ることができる。また、ゲッテアリ峠から登る経路もある。
- リギ山公式ページ内ゴッテアトリ

## 歴史
スイスの山岳観光の人気が高まった19世紀には、ヨーロッパ各国から王侯貴族や芸術家が訪れた。1816年にスイス初の山頂ホテルとして、リギ・クルムにホテルが建てられた（その後ホテルは取り壊され、現在は新しく山岳ホテルに建て替えられている）。リギ山からのご来光は特に人気を博し、文豪マーク・トウェインもこの山を絶賛した。画家のターナーは、リギ山のシルエットに創意をかき立てられ、様々な時刻や天候、方角のもとでのリギ山を描いている。
1871年に麓のフィッツナウからヨーロッパ最古の登山鉄道（リギ鉄道）が開通。1873年に日本の岩倉使節団もリギ山を訪れている。1875年には反対側のアルト・ゴルダウからも登山鉄道が開通した。リギ・クルムからは、中央スイス地方アルプスをはじめ、グラールスやベルナーオーバーラントの山々が連なる景観を眺めることができる。スイス中央部に位置する観光都市、ルツェルンからも近い。
リギ山の山腹にあるリギ・カルトバートでは、効能の優れた鉱泉が湧き出ており、夏はハイキングの拠点となっている。2012年にはスイス人有名建築家、マリオ・ボッタのデザインした新しいスパセンター「ミネラルバート＆スパ　リギ・カルトバート　Mineralbad & Spa Rigi-Klatbad」が完成した。

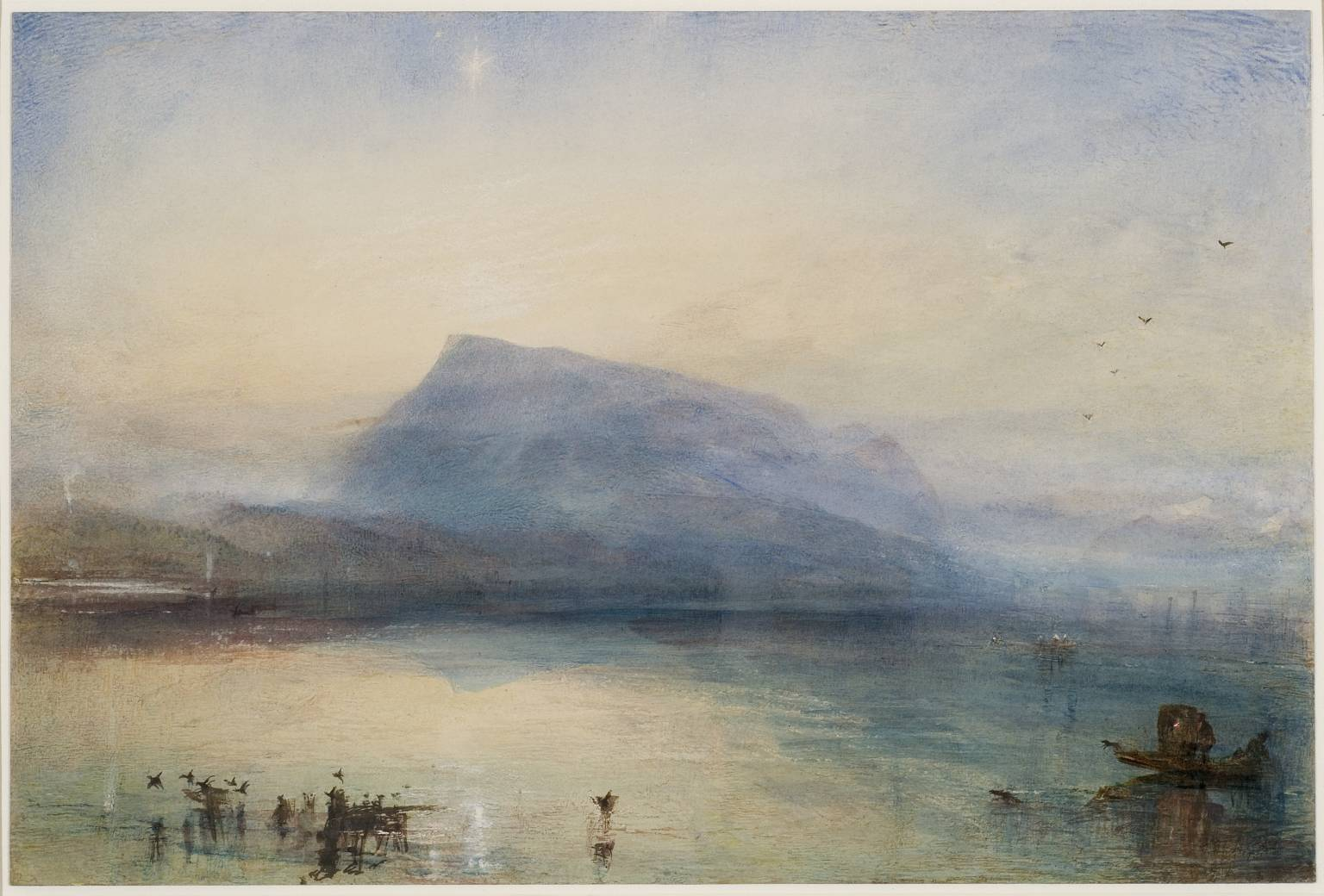
ターナー The Blue Rigi, 29.7x45cm, 1842; テート・ギャラリー
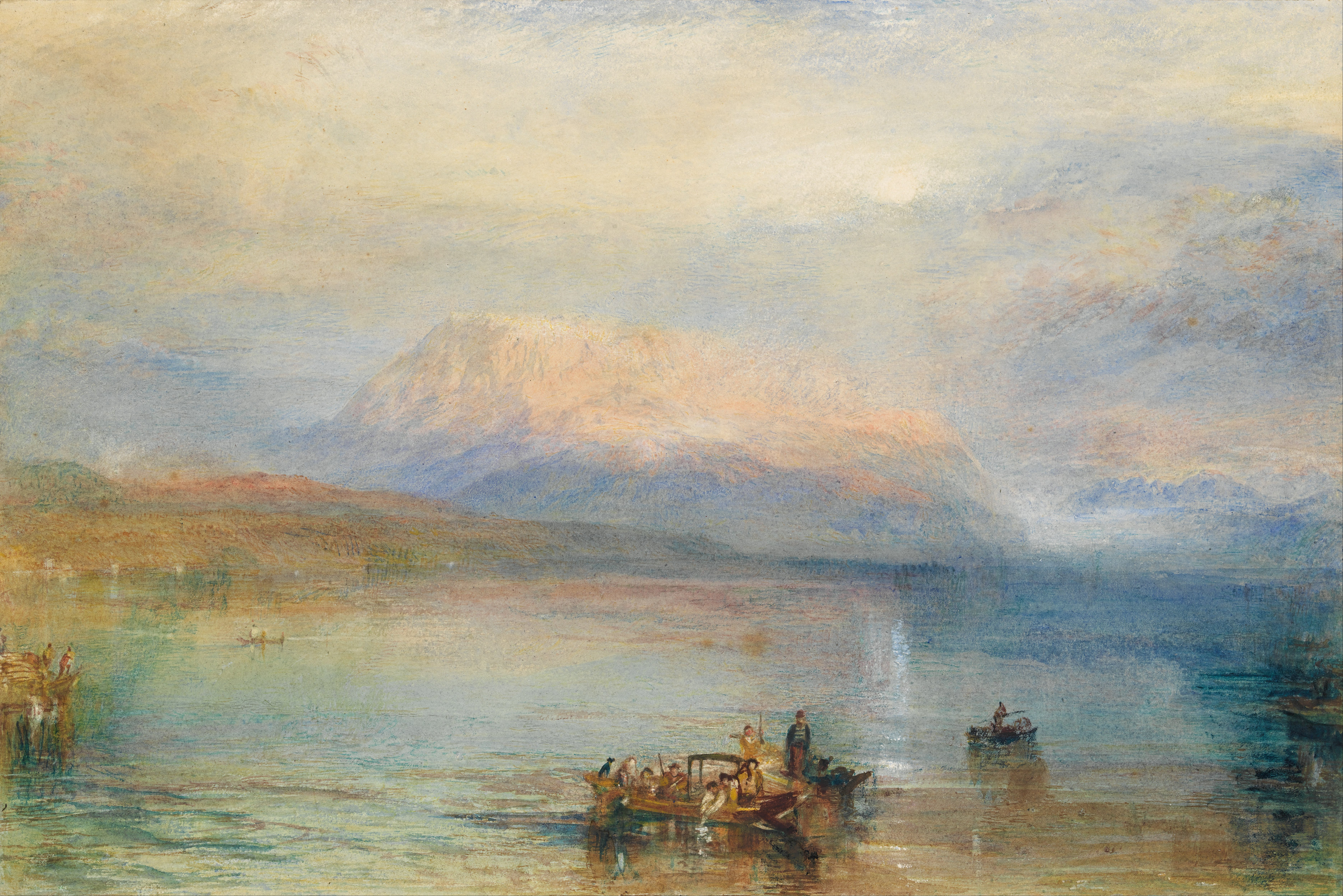
ターナー The Red Rigi, 30.5x45.8cm, 1842; ビクトリア国立美術館
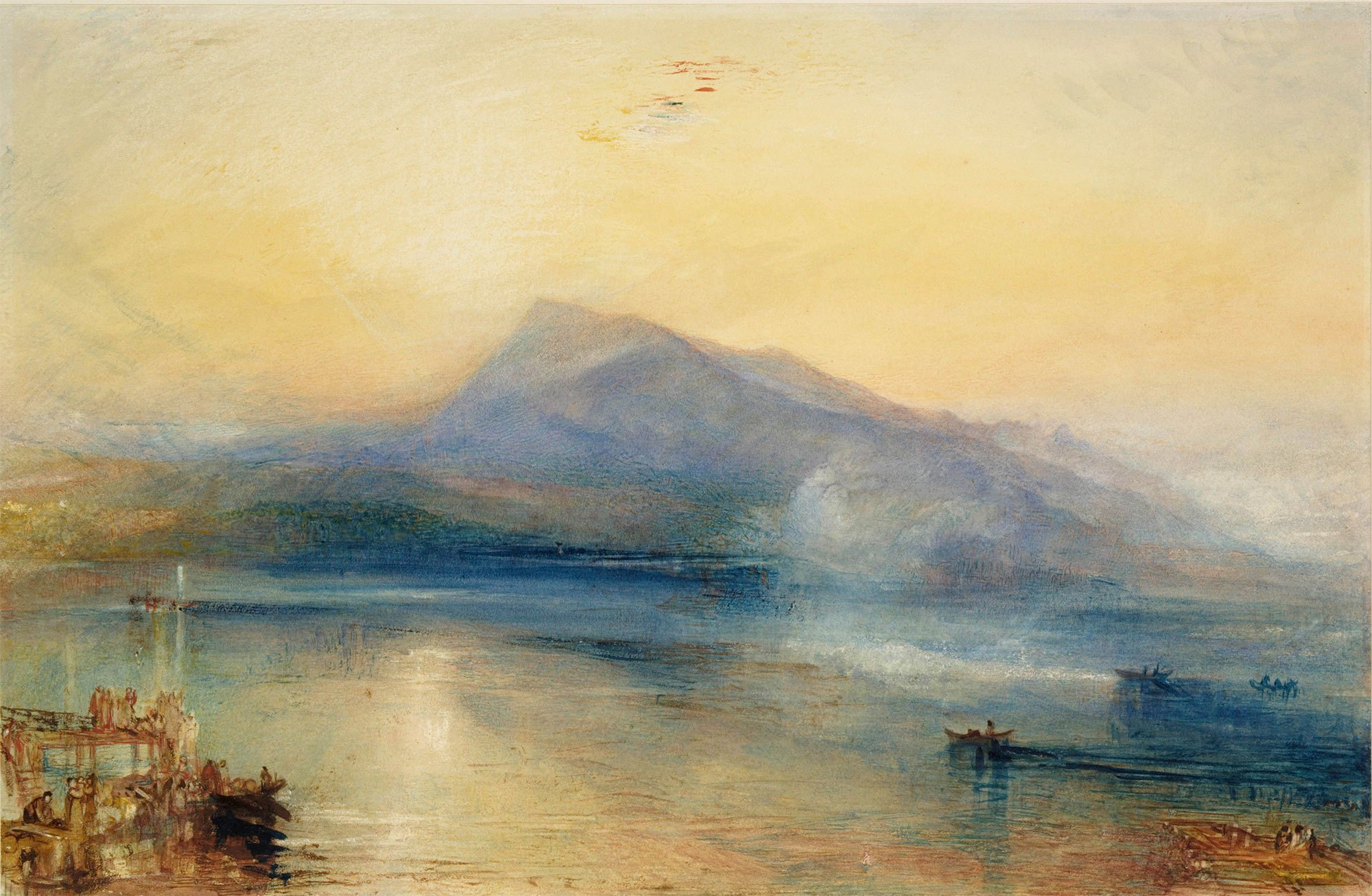
ターナー The Dark Rigi: The Lake of Lucerne (showing the Rigi at sunrise), 1842; 個人蔵

## アクセス

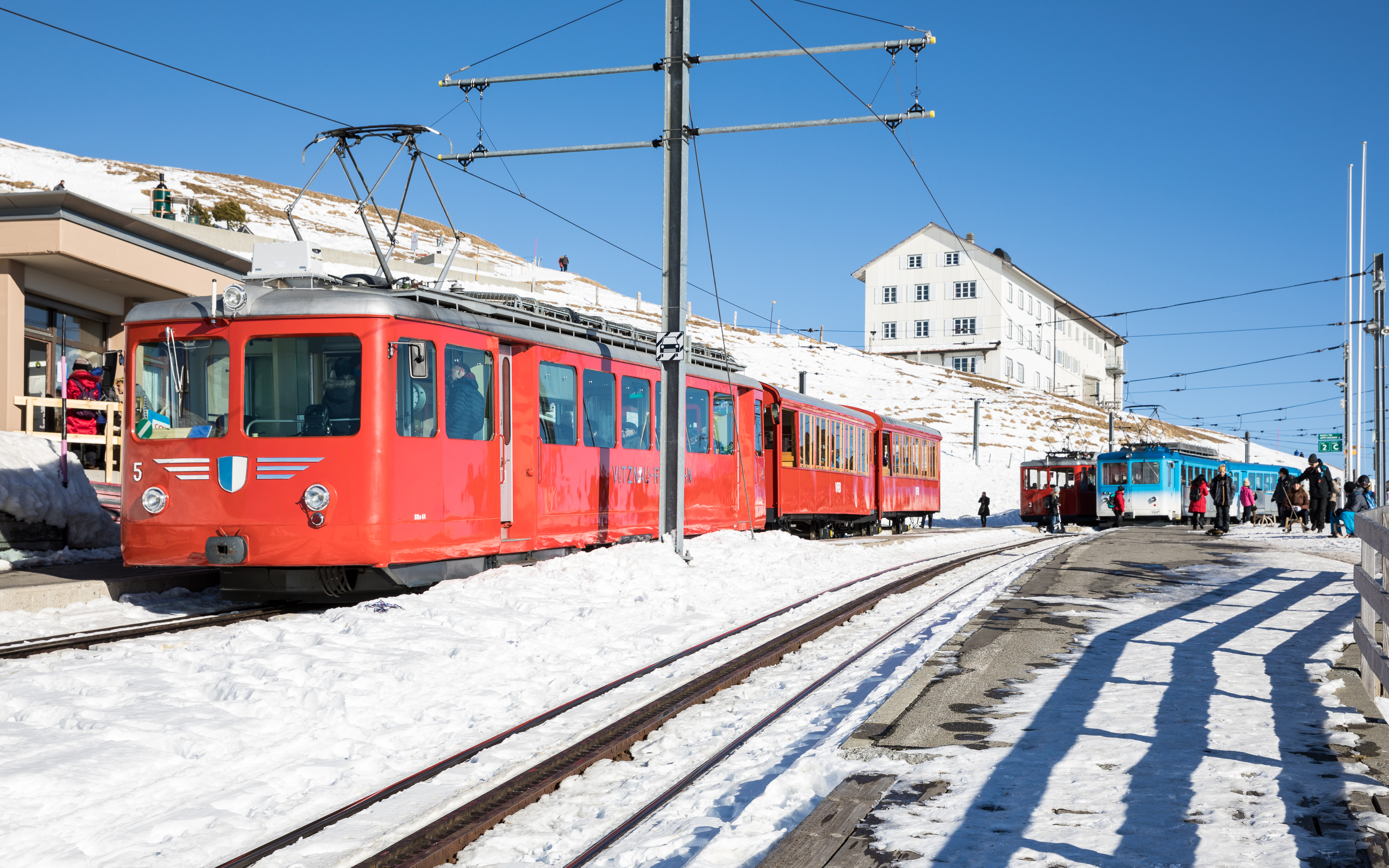
リギ・クルム駅とリギ鉄道フィッツナウ・リギ線およびアルト・リギ線

リギ・クルムへ上がる方法は、アルト・ゴルダウから登山鉄道を利用、ルツェルン湖畔のフィッツナウから登山鉄道を利用、ルツェルン湖畔のヴェッギスからトップウェイでリギ・カルトバートに上がり、登山鉄道に乗り換える方法の3通りがある。
登山鉄道やケーブルカーは、リギ鉄道が運行している。アルト・ゴルダウからの標準軌登山鉄道はアルト・リギ線（ARB）、フィッツナウからの登山鉄道はフィッツナウ・リギ線（VRB）、ヴェッギスからのケーブルカーはヴェッギス・リギカルトバート・ケーブルカー（LWRK）である。さらに、クレーベル・リギシャイデック（LKR）、オーバークシュヴェント・リギブルクガイスト（LORB）キュッシュナハト・ゼーボーデンアルプ（LKüS）、フィッツナウ・ヒンターバーゲン（LVH）、フィッツナウ・ヴィッシフルー（LVW）、ブルンネン・ウルミベルク（LBU）の6つの小規模ケーブルカーもすべてリギ鉄道が運行している。
ルツェルンからアルト・ゴルダウまでは鉄道が、フィッツナウとヴェッギスには湖船が通じている。

## 風景

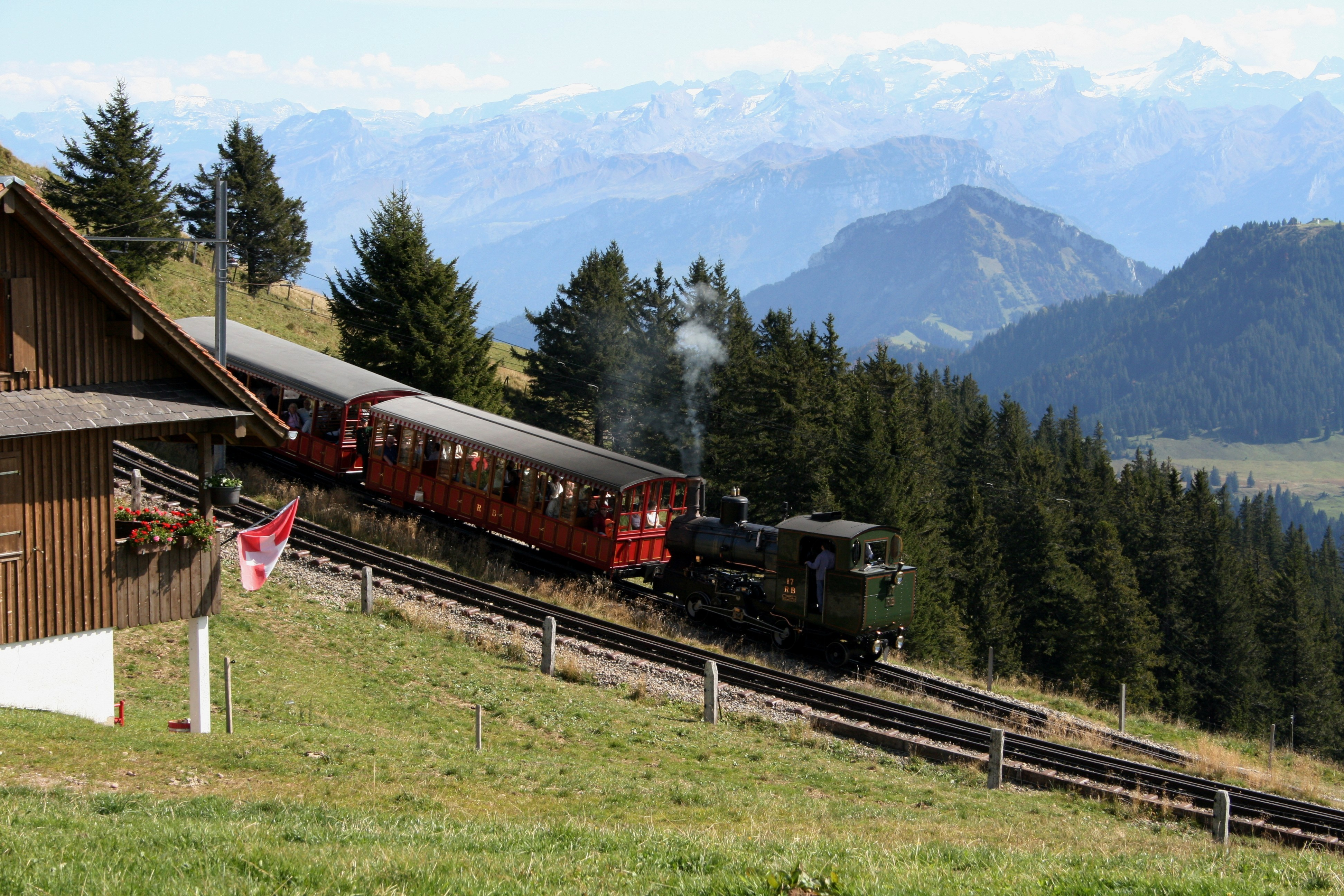
蒸気機関車
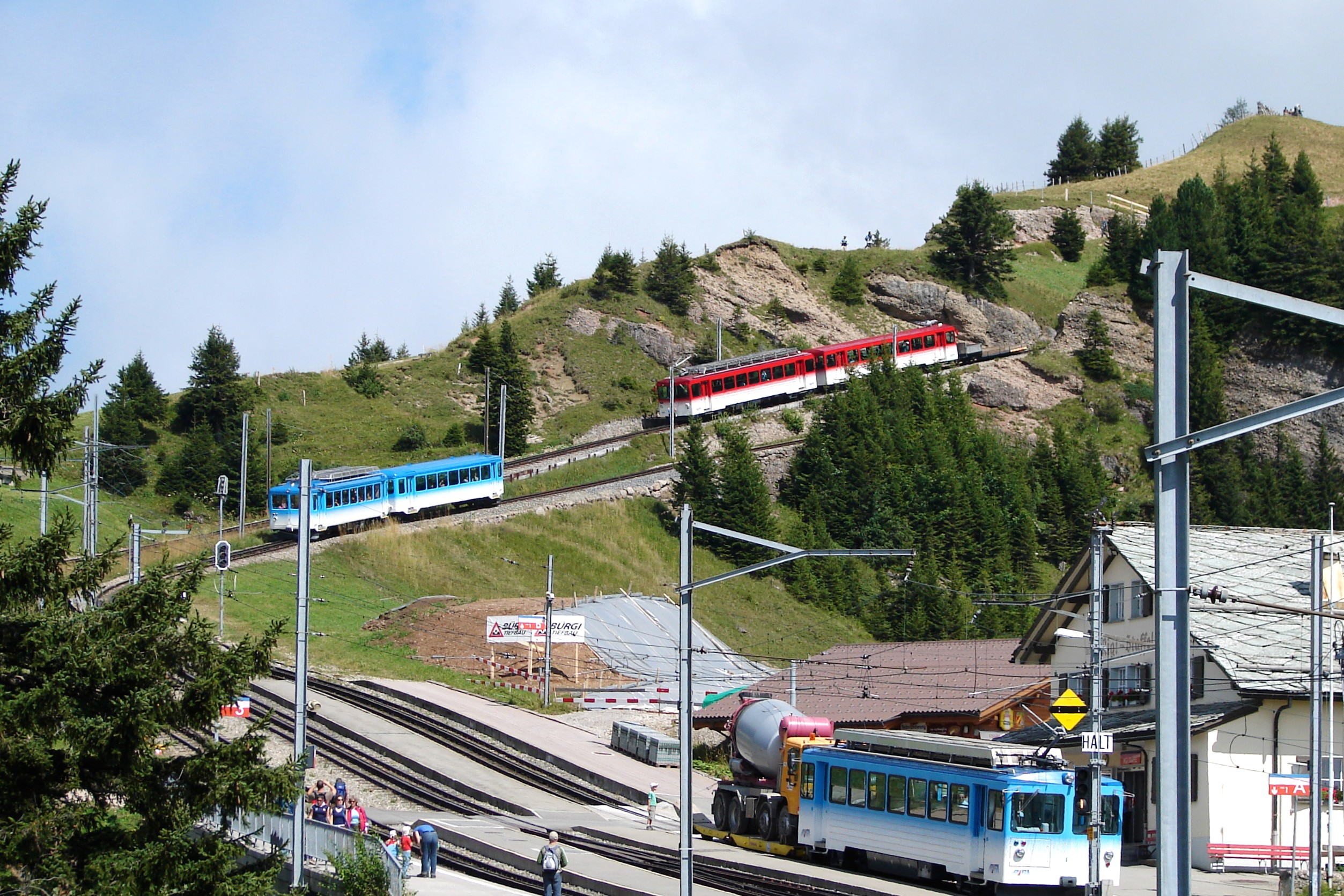
山頂近くの駅
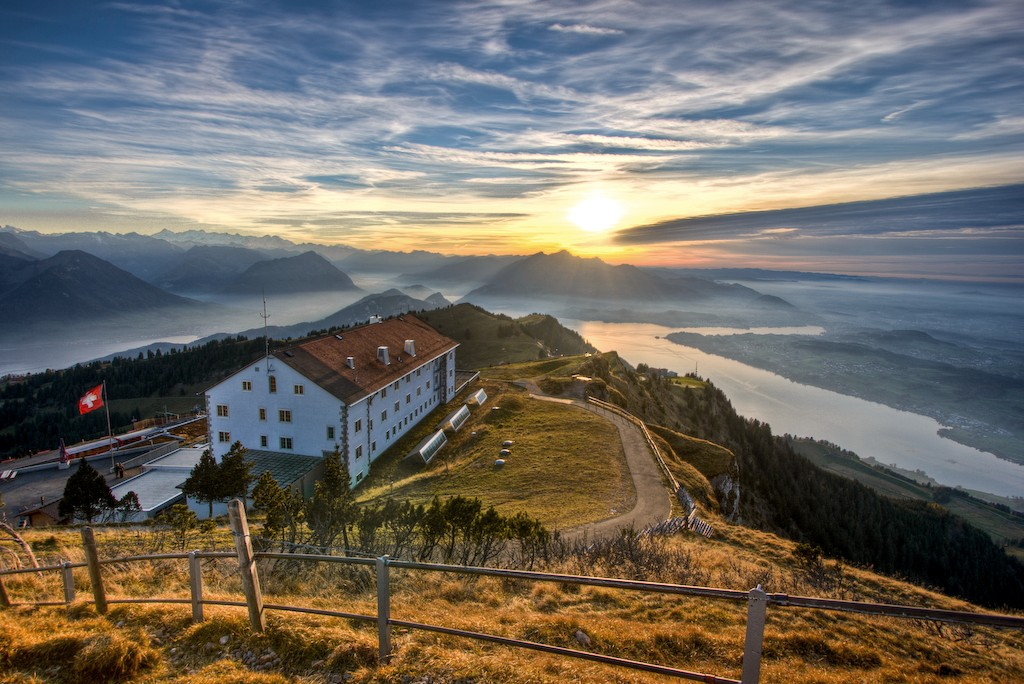
山頂からの景色
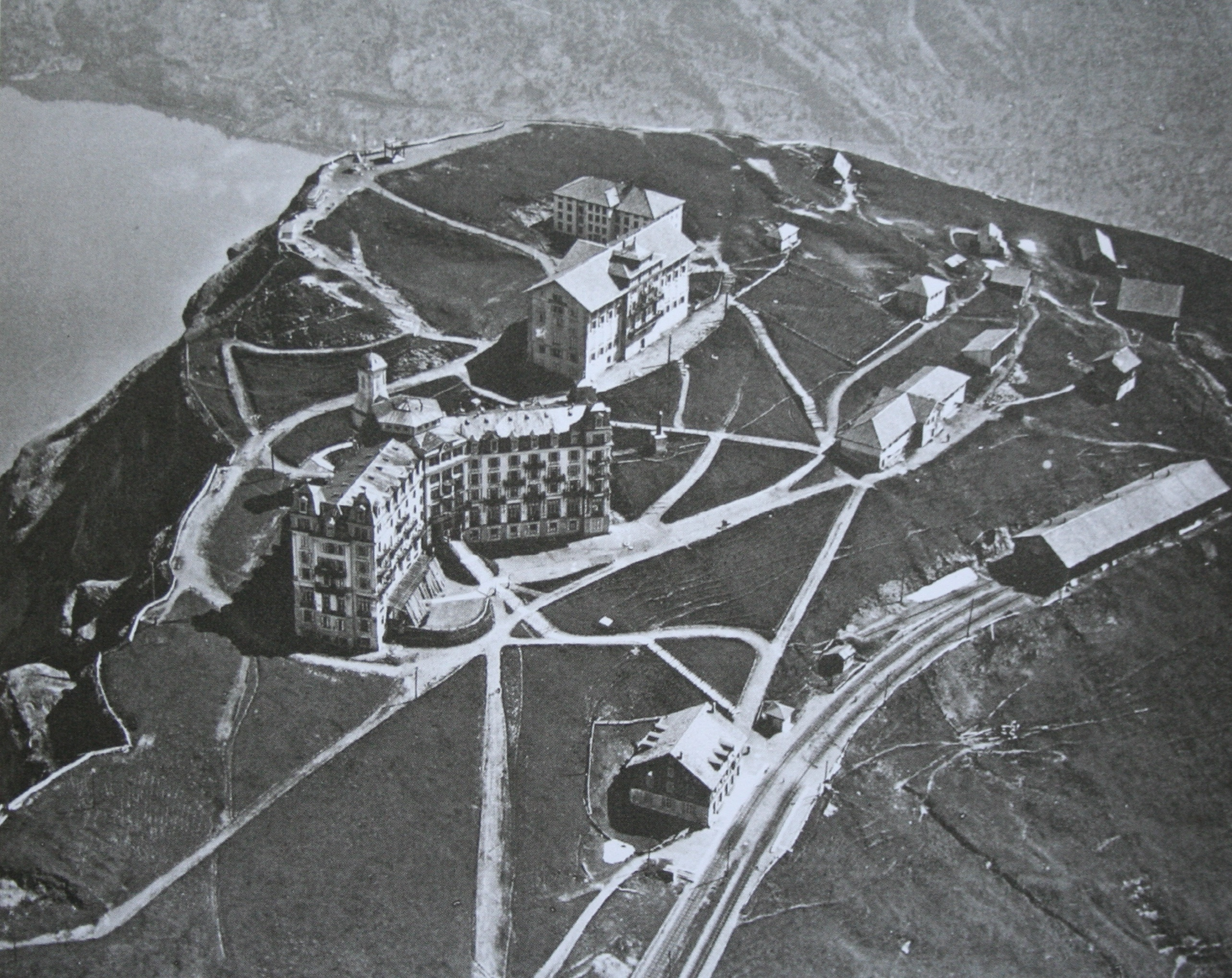
1920年のリギ・クルム
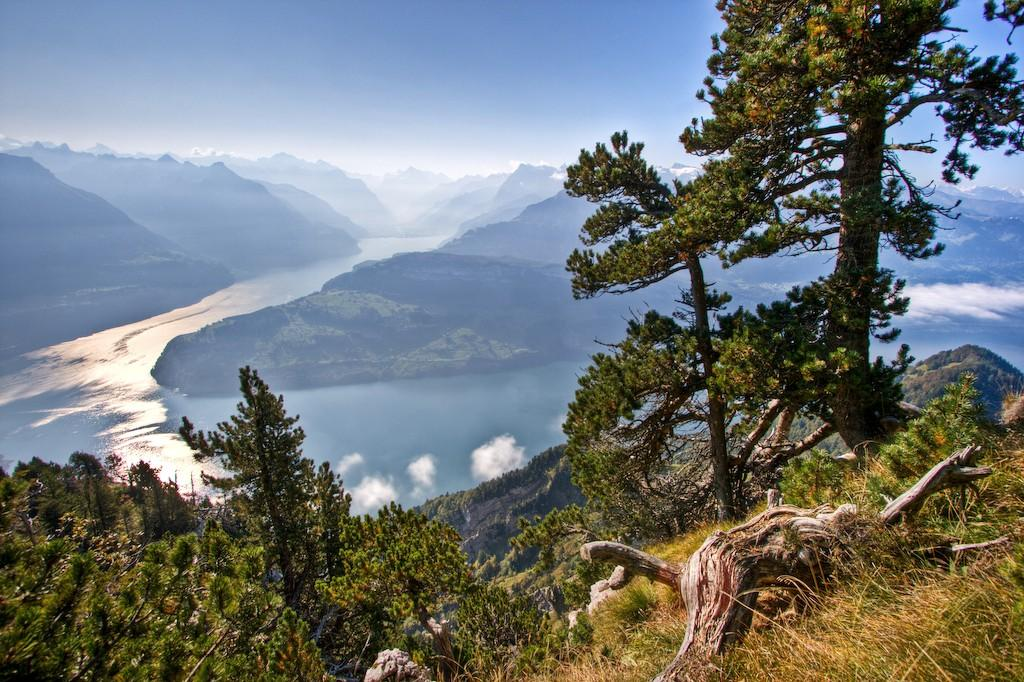
リギ山から見たルツェルン湖
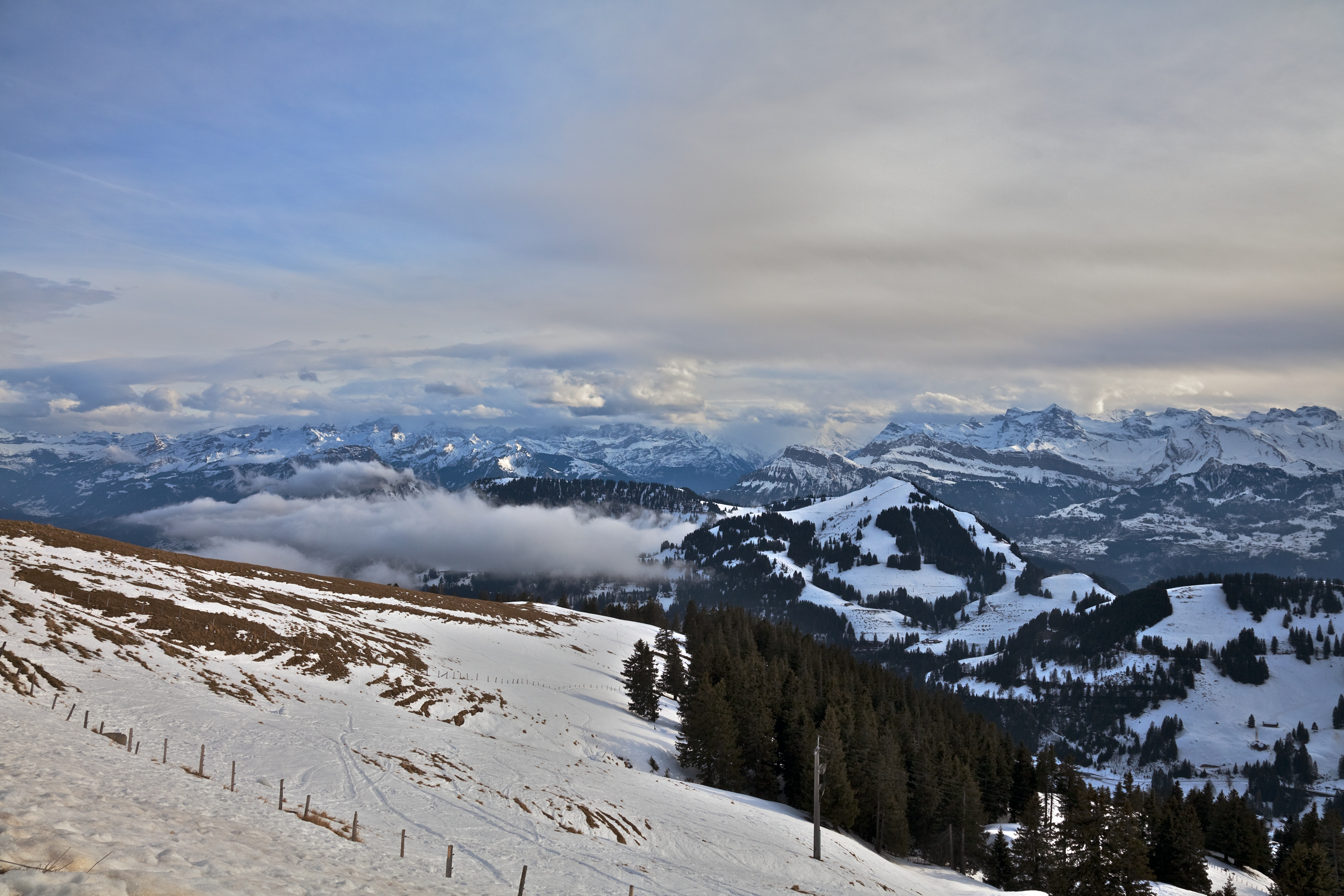
リギ・クルムから見た中央スイスのアルプス